# 고르디아누스 1세
고르디아누스 1세(라틴어: Gordianus I, 159년 ~ 238년 4월 12일)는 로마 제국의 스물 여섯 번째 공동 황제이다. 원로원 의원을 지내기도 했으며, 문학을 좋아하여 그리스 작가 필로스트라토스는 자신의 작품 〈소피스트들의 생애〉를 그에게 바치기도 했다.
그가 아프리카 프로콘술(속주총독)로 일하던 238년 초, 아프리카의 부유한 젊은 지주들은 막시미누스 트락스가 보낸 세리들을 죽이고 고르디아누스를 황제로 선포했다.
원로원도 이를 승인했지만 단 1달 만에 아들이자 공동 황제였던 고르디아누스 2세가 전사했다는 소식을 듣고 자살했다.